# Alimentador Izaguirre (Metropolitano)
El servicio AN-18 o alimentador Izaguirre del Metropolitano conecta el terminal Naranjal con el distrito de San Martín de Porres, recorriendo en su trayecto gran parte de la avenida Carlos Izaguirre.

## Características
Su flota está compuesta por autobuses amarillos de carrocería de 12 metros.
| Lunes a sábado      | 05:00 a. m. - 11:30 p. m. |
| Domingos y feriados | 05:00 a. m. - 11:00 p. m. |

| General     | S/ 1.00 |
| Estudiantes | S/ 0.50 |

## Recorrido
El recorrido depende del acuerdo entre el operario y los pasajeros (*).
| Ida Izaguirre   | - Terminal Naranjal (embarque 17) — Avenida Los Alisos — Auxiliar Avenida Los Alisos (esq. Jirón Galeano) — Avenida Alfredo Mendiola — Avenida Carlos Izaguirre — Avenida 12 de Octubre — Avenida Daniel Alcides Carrión. - Terminal Naranjal (embarque 17) — Avenida Los Alisos — Avenida Las Palmeras — Avenida Carlos Izaguirre — Avenida 12 de Octubre — Avenida Daniel Alcides Carrión (*). |
| Vuelta Naranjal | - Avenida Daniel Alcides Carrión (Puente Camote) — Avenida Carlos Izaguirre — Avenida Las Palmeras — Avenida Los Alisos — Terminal Naranjal (embarque 17) (*). - Avenida Daniel Alcides Carrión (Puente Camote) — Avenida Carlos Izaguirre — Carretera Panamericana Norte — Auxiliar Avenida Alfredo Mendiola — Avenida Los Alisos — Terminal Naranjal (embarque 17) .                           |

## Paraderos
| N° | Paradero                        | Común con |
| -- | ------------------------------- | --------- |
| 1  | Terminal Naranjal (embarque 17) |           |
| 2  | Daniel Fernández (*)            |           |
| 3  | Santos Chocano (*)              |           |
| 4  | Las Palmeras (*)                |           |
| 5  | El Amargón                      |           |
| 6  | Estibina                        |           |
| 7  | San Francisco                   |           |
| 8  | 12 de Octubre                   |           |
| 9  | Santa Rosa                      |           |

| N° | Paradero                                      | Común con |
| -- | --------------------------------------------- | --------- |
| 1  | Santa Rosa                                    |           |
| 2  | 12 de Octubre                                 |           |
| 3  | San Francisco                                 |           |
| 4  | Universitaria                                 |           |
| 5  | Conococha                                     |           |
| 6  | Mayolo                                        |           |
| 7  | Santos Chocano (*)                            |           |
| 8  | Ignacio Merino (*)                            |           |
| 9  | Plaza Vea (*)                                 |           |
| 10 | Túpac Amaru - Terminal Naranjal (embarque 17) |           |